# Pécsi Gusztáv
Pécsi Gusztáv (Brassó, 1874. szeptember 2. - Nagyölved, 1947. március 16.) germanikus, szerkesztő. 

## Élete
A gimnáziumot Budapesten és Esztergomban végezte. 1893-ban a Collegium Germanicum Hungaricum tagja lett. 1899-ben pappá szentelték és a teológia doktora lett. 1900-ban hazatért és Ipolyságon lett káplán. 1902-1941 között az esztergomi szeminárium filozófiatanára, 1904-től prefektusa, majd a kisszeminárium spirituálisa. 1918-tól haláláig Nagyölved plébánosa. Nagyölveden helyezték örök nyugalomra.
1910-1916 között az Esztergom egyházmegyei hetilap kiadója. 1933-1935 között a komáromi Nemzeti Kultúra kisebbségi tudományos szemle munkatársa.

## Művei
- Cursus brevis philosophiae I. Logica. Metaphysica. Esztergom, 1906.
- Cursus brevis philosophiae II. Cosmologia. Psychologia. Esztergom, 1907.
- Cursus brevis philosophiae III. Theodiceae. Esztergom, 1909.
- Egyh. beszéd Szt Adalbert pp. és vt. ünnepére. Esztergom, 1906.
- Az ige testté lőn. Karácsonyi színmű 4 fv-ban. Esztergom., 1907.
- A modern fiz. axiómák válsága. Budapest, 1907. (Németül 1908. Online)
- Newton rendszerének haldoklása. Válasz Sebeszta O. úrnak... Esztergom, 1908.
- Napkeleti bölcsek. Karácsonyi színmű 4 fv-ban. Esztergom, 1910.
- Crisi degli assiomi della fisica moderna. Roma, 1910.
- Die falschen Gesetze über die Bewegung... Roma, 1911. (Ol-ul Le false leggi sul moto... Roma, 1911).
- Garcia Moreno. Tört. dráma a 19. századból, 1869-75. 6 fv. Roma, 1913.
- Les nouvelles lois du mouvement. Lille-Paris, 1914.
- Einstein relativitási elméletének bírálata. Budapest, 1923. (németül Innsbruck, 1923)
- A relativitás elméletének liquidálása. A Napsebesség kiszámítása. Budapest, 1924. (németül Regensburg, 1925)
- 1933 Michelson, Einstein előfutárának alaptévedései. Nemzeti Kultura I/1, 52-56.